# Boisseron
Boisseron är en kommun i departementet Hérault i regionen Occitanien i södra Frankrike. Kommunen ligger i kantonen Lunel som tillhör arrondissementet Montpellier. År 2022 hade Boisseron 2 178 invånare.

## Befolkningsutveckling
Antalet invånare i kommunen Boisseron
Referens:INSEE